# Ney Aḩmad Beyg
Ney Aḩmad Beyg (persiska: نی احمد بيگ, نِی, بی اَحمَد بِيگ) är en ort i Iran.   Den ligger i provinsen Ardabil, i den nordvästra delen av landet, 300 km nordväst om huvudstaden Teheran. Ney Aḩmad Beyg ligger 1 694 meter över havet och antalet invånare är 283.
Terrängen runt Ney Aḩmad Beyg är kuperad. Runt Ney Aḩmad Beyg är det ganska glesbefolkat, med 38 invånare per kvadratkilometer. Närmaste större samhälle är Khalkhāl, 13,4 km sydost om Ney Aḩmad Beyg. Trakten runt Ney Aḩmad Beyg består i huvudsak av gräsmarker.